# Hybopsis amnis
Hybopsis amnis és una espècie de peix de la família dels ciprínids i de l'ordre dels cipriniformes. Poden assolir fins a 8,4 cm de longitud total que es troba a Nord-amèrica.